# 浮揚ガス
浮揚ガス (ふようガス、英: Lifting gas) とは、空気よりも密度が低いために、自然に上昇するガスのことである。ガス気球、飛行船などのエアロスタットは、上昇するために浮力を生み出す必要があるため、浮揚ガスを使用している。

## 浮揚ガスの例
浮揚ガスとして適しているのは、空気よりも軽いガスだけである。乾燥空気は標準状態で密度約1.29 g/L、平均分子量28.97 g/molなので、これより低いガスが、浮揚ガスとなる。

### 熱された空気
熱気球では、熱された空気が使用される。理想気体の状態方程式によると、気体は温められると膨張する。そのため、ガスは温度が高くなるにつれて密度が低くなる。熱気球が離陸するのには、体積2000 m3、重量450 kgの熱気球では気球内の温度が79.7 ℃以上必要となっている。

### 水素
水素は現在確認されている最も軽いガス (空気の密度の約14分の1) であり、持ち上げるのに最も適している。水性ガスシフト反応や電気分解などで簡単に大量生産できるものの、以下に挙げるようにいくつかの欠点がある。
- 非常に燃えやすい[4]
  - 一部の国では商用に浮揚ガスとして水素を使用することが禁止されているが、アメリカ、イギリス、ドイツでは、レクリエーションにおいて自由に気球を飛ばすことが許可されている。
  - 水素によってもたらされる安全性の問題の例として、ヒンデンブルク号爆発事故がよく挙げられる。水素と比べるとヘリウムはコストが高いため、研究者は水素を使用することの安全性の問題を再び調査するようになり、水素を安全に浮揚ガスとして用いることができないかを考えた。水素を漏らさないような取り扱い方を徹底することにより、リスクは大幅に減らすことができる[3]。
- 分子が非常に小さく、拡散速度が速い[4]
  - ラテックスなどの多くの材料に拡散しやすく、そのために気球などが短時間で収縮する。これを防ぐため、多くの水素またはヘリウムで満たされた気球がゴムなどから作られており、このようなゴム気球は、日本では気象観測等に使われている[5]。

### ヘリウム
ヘリウムは2番目に軽いガスである。そのため、浮揚ガスに適しており、風船やアドバルーン、飛行船などに利用されている。
主な利点は、不燃性であることである。しかし、ヘリウムには以下に挙げるようにいくつかの欠点もある。
- 水素と同じく拡散速度が速い[6]
  - ヘリウムは分子半径が小さいため拡散係数が大きく、水素よりも拡散しやすい。
- 高価
- 地球上では非常に少ない[7]
  - 地球内のウランやトリウムなどの放射性物質のゆっくりとしたアルファ崩壊によって生じるヘリウムが閉じ込められ、ガス田となる[8]。天然のガス田は主にアメリカにあり、商業的に利用可能な数少ないガス田となっている。ヘリウムは枯渇性資源であり、人間の手では他の材料から製造することは不可能である。ヘリウムで満たされた気球が破裂するなどして大気中にヘリウムが放出されると、宇宙に逃げて失われてしまう。

### その他
石炭ガス
過去には、水素、一酸化炭素、その他のガスの混合物である石炭ガスも気球に使用されていた。入手しやすく安価であったが、密度が高く一酸化炭素の毒性が高いという欠点がある。
アンモニア
アンモニアは気球の浮揚ガスとして使用されてきたが 、安価でありながら比較的重く (密度0.769 g/L、平均分子量17.03 g/mol) 、有毒で刺激性があるため、一部の金属やプラスチックに損傷を与える可能性がある。

## 理論的な浮揚ガス

### 水蒸気
水蒸気は窒素ガス (N 2) などの一般的な大気ガスと比べて水のモル質量が小さいため、空気よりも軽い (密度0.804 g/L、平均分子量18.015 g / mol) 。不燃性でヘリウムよりもはるかに安価という利点があるため、浮揚ガスとして水蒸気を使用するという概念は、200年前には存在していた。しかし、大きな課題として常に水蒸気の熱に対応できる素材を作れるかというものがあった。2003年、ドイツのベルリンにある大学チームが150 °Cの水蒸気を使用したガス気球を作った。 しかしこのようなガス気球は、沸点が高く凝縮しているため、あまり実用的ではない。

### フッ化水素
フッ化水素は空気よりも軽いため、理論的には浮揚ガスとして使用できる。ただし、非常に腐食性、毒性が高く、高価で、他の浮揚ガスよりも重く、水素結合をしているため沸点が19.5 °Cと高い。したがって、使用は実用的ではない。

### 真空

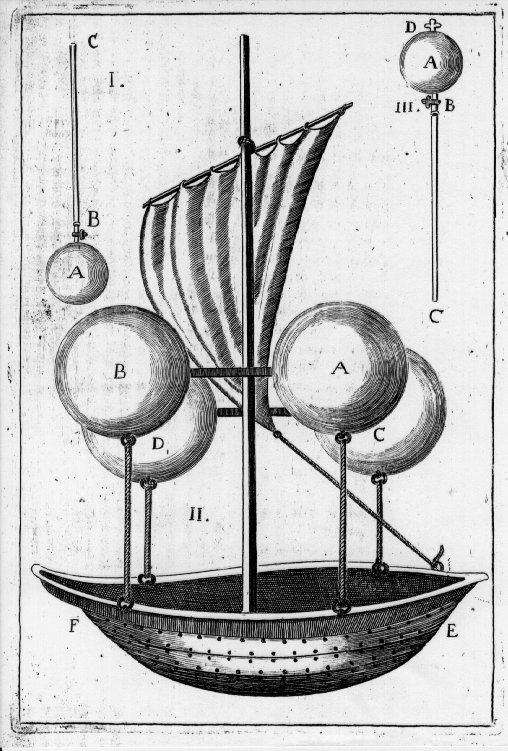
フランチェスコ・ラナ・デ・テルツィの真空飛行船（1670年）

理論的には、エアロスタットは真空または部分真空を使用して作ることができる。1670年には、最初の有人熱気球飛行よりも1世紀以上前に、 イタリアの僧侶フランチェスコ・ラナ・デ・テルツィは4つの真空球を備えた船を構想していた。
無重力球を使用した理論的に優れた状況では、 ｢真空バルーン｣ は、水素を充填したバルーンよりも理論上の揚力が7％大きく、ヘリウムよりも16％大きくなる。ただし、気球の素材は大気圧によって潰れることなく丈夫な状態を維持できる必要があるため、気球を現在知られている素材で構築することは実用的ではない。しかし、時々素材に関しての議論がある。

### その他
アセチレンや純粋な窒素、シアン化水素、ネオンなど空気より軽ければ、理論上は浮揚ガスとして使用できるが、揚力が低く、また多くが貴重であったりするため実用的でない。

## 水素かヘリウムか
水素とヘリウムがよく浮揚ガスの例に挙げられる。ヘリウムは水素分子の2倍の重さだが、どちらも空気よりかなり軽いため、互いの揚力の差はごくわずかである。
水素とヘリウムの空気中の揚力は、浮力の理論を使用して計算できる。
F B =（ρair-ρgas）×g×V
ここでは、
F B =浮力 (N) 
g=重力加速度=9.8066m/s 2 = 9.8066 N/kg
V =体積 (m3) 
とする。
すると、海面で空気中の水素によって持ち上げられる質量は、水素と空気の密度差に等しく、次のようになる。
（1.292-0.090）kg/m3 = 1.202 kg/m3
また、海面での空気中の1m3の水素の浮力は次のとおり。
1m3 × 1.202 kg/m3 × 9.8 N/kg = 11.8 N
したがって、海面で空気中のヘリウムによって持ち上げられる質量は次のとおり。
（1.292-0.178）kg/m3 = 1.114 kg/m3
海面の空気中の1m3のヘリウムの浮力は次のとおり。
1m3 × 1.114 kg/m3 × 9.8 N/kg= 10.9 N
したがって、ヘリウムと水素の浮力の差は次のとおり。
11.8 /10.9≈1.08 よって互いの浮力の差は約8.0％である。
この計算は海面温度を0 °Cと仮定する。より高い高度や温度では、揚力は空気の密度に比例して減少するが、水素の揚力とヘリウムの揚力の比率は同じままである。

## 利用

### 高高度気球

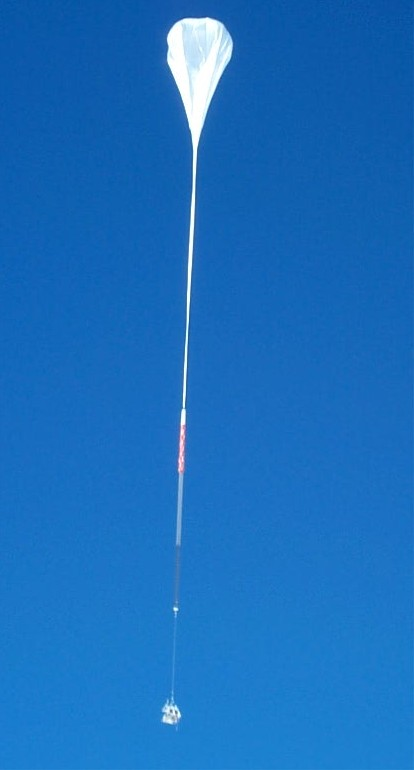
MAXIS：36kmの高さに到達した気球

高度が高くなると、気圧が低くなるため、気球内の気圧も低くなる。これは、特定の揚力に対する浮揚ガスの質量と気球の上昇により押しのけられた空気の質量は低高度での質量と同じだが、気球の体積は高高度でははるかに大きいことを意味する。
成層圏まで上昇するように設計された気球は、必要な量の空気を押しのけるために、非常に膨張できなければならない。写真にあるように、そのような気球のほとんどが打ち上げ時に中が空に見えるのは後に膨張するためである。
特に長時間の飛行に使用される高高度気球は、超高圧気球と呼ばれる。超高圧気球は、気球周囲の圧力よりも気球内の圧力を高く保っている。

### 水中気球
水とガスは密度差が非常に大きいため、水中ではガスの揚力は非常に強い。そのため、ほとんどのガスが使用できる。ただし、一部のガスは高圧なために液化し、浮力が急激に低下する可能性がある。
上昇中の水中気球は、ガスが継続して逃げることができなかったり、気球が圧力の変化に耐えるのに十分な強さでなかったりすると、圧力の低下によって膨張し、爆発することもある。

## 地球以外の天体における気球
気球よりも平均密度が高い大気がある場合にのみ、気球は浮力を持つことができる。
- 月は大気がないため、気球は浮かばない。
- 火星の大気は非常に薄く、圧力は地球の大気圧のわずか1⁄160であるため、少し浮かぶだけでも巨大な気球が必要となる。火星の大気圧の低さを克服することは難しいが、気球で火星を探索するためにいくつかの提案がされている[15]。

- 金星の大気は二酸化炭素が主成分である。二酸化炭素は地球の空気よりも約50％密度が高いため、通常の地球の空気でも金星では浮揚ガスになる可能性がある。このことを利用し、圧力と温度の両方が地球と同じくらいになる高度で、地球の大気を揚力にして金星の大気に浮かび人間が暮らすというフローティングシティの提案につながった。金星の大気には酸素が含まれていないため、燃えることなく水素を浮揚ガスとして利用することも可能である。1985年、ソ連のベガ計画では、ー金星の大気圏の高度54kmの場所に2つのヘリウム気球が配備された。

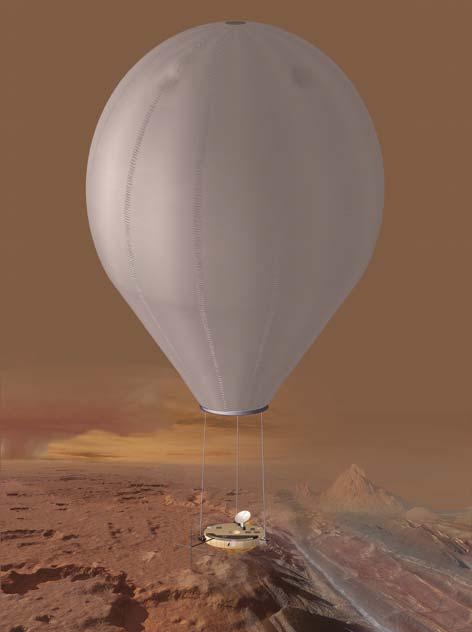
熱気球がこのようにタイタンを周る。

- 土星の最大の衛星タイタンは、窒素が圧縮された非常に冷たい大気を持っている[注釈 3][16]。そこでタイタンでエアロボットが使用された。タイタン・サターン・システム・ミッションの提案には、タイタンを一周するための熱気球が含まれている。

## 固体を浮かばせる
2002年、エアロゲルは最も密度の低い固体としてでギネス世界記録を獲得した。 エアロゲルは、構造が非常にスポンジに似ているため、ほとんどが空気であると言える。軽量で低密度なのは、固体内の空気の割合が大きいからである。エアロゲルの1つである、寒天から作られたSEAゲルは、空洞がヘリウムガスで満たされていて、固体でありながら高密度ガス中を浮遊することができる。